# Дзюдо на летней Универсиаде 2011
Соревнования по дзюдо на летней Универсиаде 2011 прошли с 13 по 17 августа 2011 года в Шэньчжэне, Китай, где было разыграно 18 комплектов наград.

## Медальный зачёт
| Место | Страна           | Золото | Серебро | Бронза | Всего |
| ----- | ---------------- | ------ | ------- | ------ | ----- |
| 1     | Япония           | 6      | 3       | 6      | 15    |
| 2     | Республика Корея | 5      | 4       | 3      | 12    |
| 3     | Россия           | 2      | 2       | 3      | 7     |
| 4     | Нидерланды       | 2      | 0       | 0      | 2     |
| 5     | Китай            | 1      | 1       | 3      | 5     |
| 6     | Польша           | 1      | 1       | 2      | 4     |
| 7     | Украина          | 1      | 0       | 1      | 2     |
| 8     | Франция          | 0      | 3       | 7      | 10    |
| 9     | Германия         | 0      | 1       | 1      | 2     |
| 10    | Азербайджан      | 0      | 1       | 0      | 1     |
| 10    | Монголия         | 0      | 1       | 0      | 1     |
| 10    | Узбекистан       | 0      | 1       | 0      | 1     |
| 13    | Бразилия         | 0      | 0       | 5      | 5     |
| 14    | Румыния          | 0      | 0       | 2      | 2     |
| 15    | Алжир            | 0      | 0       | 1      | 1     |
| 15    | КНДР             | 0      | 0       | 1      | 1     |
| 15    | Турция           | 0      | 0       | 1      | 1     |
| Всего | Всего            | 18     | 18      | 36     | 72    |

## Соревнования

### Мужчины
| Дисциплина                                        | Золото                        | Серебро                       | Бронза                       |
| ------------------------------------------------- | ----------------------------- | ----------------------------- | ---------------------------- |
| До 60 кг Отчёт (недоступная ссылка)               | Ким Вон Джин Республика Корея | Чинбат Отгон Монголия         | Роберт Мшвидобадзе Россия    |
| До 60 кг Отчёт (недоступная ссылка)               | Ким Вон Джин Республика Корея | Чинбат Отгон Монголия         | Тору Сисимэ Япония           |
| До 66 кг Отчёт (недоступная ссылка)               | Хван Бобэ Республика Корея    | Юито Ёсида Япония             | Флоран Урани Франция         |
| До 66 кг Отчёт (недоступная ссылка)               | Хван Бобэ Республика Корея    | Юито Ёсида Япония             | Ма Дуаньбинь КНР             |
| До 73 кг Отчёт (недоступная ссылка)               | Денис Ярцев Россия            | Ким Вон Чжун Республика Корея | Марсело Контини Бразилия     |
| До 73 кг Отчёт (недоступная ссылка)               | Денис Ярцев Россия            | Ким Вон Чжун Республика Корея | Пётр Куркевич Польша         |
| До 81 кг Отчёт (недоступная ссылка)               | Томохиро Каваками Япония      | Рустам Алимли Азербайджан     | Мурат Хабачиров Россия       |
| До 81 кг Отчёт (недоступная ссылка)               | Томохиро Каваками Япония      | Рустам Алимли Азербайджан     | Виктор Оливейра Бразилия     |
| До 90 кг Отчёт (недоступная ссылка)               | Абдул Омаров Россия           | Шерали Джураев Узбекистан     | Валентин Раду Румыния        |
| До 90 кг Отчёт (недоступная ссылка)               | Абдул Омаров Россия           | Шерали Джураев Узбекистан     | Рёхэй Анаи Япония            |
| До 100 кг Отчёт (недоступная ссылка)              | Рюносукэ Хага Япония          | Клеман Дельвер Франция        | Зафар Махмадов Россия        |
| До 100 кг Отчёт (недоступная ссылка)              | Рюносукэ Хага Япония          | Клеман Дельвер Франция        | Ким Тхэкхён Республика Корея |
| Свыше 100 кг Отчёт (недоступная ссылка)           | Ким Сухван Республика Корея   | Мацей Сарнацкий Польша        | Матье Торель Франция         |
| Свыше 100 кг Отчёт (недоступная ссылка)           | Ким Сухван Республика Корея   | Мацей Сарнацкий Польша        | Такэси Одзитани Япония       |
| Абсолютная категория Отчёт (недоступная ссылка)   | Ким Сонмин Республика Корея   | Ренат Саидов Россия           | Дэвид Моура Бразилия         |
| Абсолютная категория Отчёт (недоступная ссылка)   | Ким Сонмин Республика Корея   | Ренат Саидов Россия           | Масару Момосэ Япония         |
| Командные соревнования Отчёт (недоступная ссылка) | Япония                        | Франция                       | Украина                      |
| Командные соревнования Отчёт (недоступная ссылка) | Япония                        | Франция                       | Республика Корея             |

### Женщины
| Дисциплина                                        | Золото                      | Серебро                     | Бронза                     |
| ------------------------------------------------- | --------------------------- | --------------------------- | -------------------------- |
| До 48 кг Отчёт (недоступная ссылка)               | Каори Кондо Япония          | Кристина Румянцева Россия   | Виолета Думитру Румыния    |
| До 48 кг Отчёт (недоступная ссылка)               | Каори Кондо Япония          | Кристина Румянцева Россия   | Аврора Клименс Франция     |
| До 52 кг Отчёт (недоступная ссылка)               | Сюзанна Павликовская Польша | Со Хана Республика Корея    | Юки Хасимото Япония        |
| До 52 кг Отчёт (недоступная ссылка)               | Сюзанна Павликовская Польша | Со Хана Республика Корея    | Мерием Мусса Алжир         |
| До 57 кг Отчёт (недоступная ссылка)               | Мэгуми Исикава Япония       | Ким Джанди Республика Корея | Элен Рекево Франция        |
| До 57 кг Отчёт (недоступная ссылка)               | Мэгуми Исикава Япония       | Ким Джанди Республика Корея | Ханна Луиза Брюк Германия  |
| До 63 кг Отчёт (недоступная ссылка)               | Эстер Стам Нидерланды       | Мики Танака Япония          | Линь Мэйлин КНР            |
| До 63 кг Отчёт (недоступная ссылка)               | Эстер Стам Нидерланды       | Мики Танака Япония          | Хван Чхонгым КНДР          |
| До 70 кг Отчёт (недоступная ссылка)               | Ким Поллинг Нидерланды      | Лаура Варгас Кох Германия   | Юко Имаи Япония            |
| До 70 кг Отчёт (недоступная ссылка)               | Ким Поллинг Нидерланды      | Лаура Варгас Кох Германия   | Наталья Бординьон Бразилия |
| До 78 кг Отчёт (недоступная ссылка)               | Виктория Туркс Украина      | Жеральдина Ментуопу Франция | Чжан Цзе КНР               |
| До 78 кг Отчёт (недоступная ссылка)               | Виктория Туркс Украина      | Жеральдина Ментуопу Франция | Чон Гёнми Республика Корея |
| Свыше 78 кг Отчёт (недоступная ссылка)            | Цинь Цянь КНР               | Ким Наён Республика Корея   | Эмили Андеол Франция       |
| Свыше 78 кг Отчёт (недоступная ссылка)            | Цинь Цянь КНР               | Ким Наён Республика Корея   | Белкиз Зехра Кая Турция    |
| Абсолютная категория Отчёт (недоступная ссылка)   | Ким Джиюн Республика Корея  | Ая Исияма Япония            | Клаудирен Сезар Бразилия   |
| Абсолютная категория Отчёт (недоступная ссылка)   | Ким Джиюн Республика Корея  | Ая Исияма Япония            | Эмили Андеол Франция       |
| Командные соревнования Отчёт (недоступная ссылка) | Япония                      | КНР                         | Польша                     |
| Командные соревнования Отчёт (недоступная ссылка) | Япония                      | КНР                         | Франция                    |